# Alok Nath
Pour les articles homonymes, voir Nath (homonymie).
Alok Nath, né en 1956, est un acteur indien qui apparaît dans de nombreux films de Bollywood ainsi que dans des séries télévisées indiennes.

## Carrière
Il est né à Mumbai le 10 juillet 1956.
Sa carrière en tant qu'acteur commence dès son enfance.
Il apparaît dans des séries télévisées telles que Buniyaad en 1987. Deux ans plus tard, il tourne le film Maine Pyar Kiya. Il joue dans de nombreux grands succès de Bollywood tels que Taal, Pardes, Vivah, dans lesquels il incarne souvent des seconds rôles, ceux d'un père ou d'un oncle. Ses personnages sont toujours très humbles et honorables. Ses rôles négatifs sont beaucoup plus rares comme dans Bol radha bol. Il a également joué dans Gandhi (1982) réalisé par Richard Attenborough.
Par ailleurs, il est réputé pour posséder d'excellentes capacités d'adaptation à toute sorte de rôles et pour avoir de grandes qualités humaines.

## Filmographie sélective

### Cinéma
(septembre 2011).
| Année | Film                                   | Rôle                        |  |
| ----- | -------------------------------------- | --------------------------- |  |
| 2008  | Ek Vivaah... Aisa Bhi                  | Père de Chandni             |  |
| 2007  | Sirf Romance: Love by Chance           | Gaffoor                     |  |
| 2007  | Aur Pappu Pass Ho Gaya                 | Père de Pappu               |  |
| 2006  | Vivah                                  | Krishna Kant                |  |
| 2006  | Mere Jeevan Saathi                     | Père de Vicky               |  |
| 2006  | Sab Kuch Hai Kuch Bhi Nahin            | Jayshankar Chaube           |  |
| 2005  | Tango Charlie                          | Chauhan (Père de Tarun)     |  |
| 2005  | Zameer                                 | Deepraj Khanna              |  |
| 2005  | Bhola in Bollywood                     | Mehra                       |  |
| 2005  | Mohabbat Ho Gayi Hai Tumse             |                             |  |
| 2005  | That Game of Chess                     |                             |  |
| 2005  | Police Force: An Inside Story          | Commissaire                 |  |
| 2004  | Ishq Hai Teri Tumse                    | Usman                       |  |
| 2004  | 30 Days                                | Rai Bahadur Vikram Singh    |  |
| 2003  | Kaise Kahoon Ke...Pyar Hai             |                             |  |
| 2003  | Indian Babu                            | Sharad Babu                 |  |
| 2003  | Dabdaba                                | Girdharilal                 |  |
| 2003  | Maa Santoshi Maa                       |                             |  |
| 2003  | Pinjar                                 | Shyamlal (Père de Ramchand) |  |
| 2002  | Rishtey                                | Juge                        |  |
| 2002  | Jeena Sirf Merre Liye                  | M. Khanna                   |  |
| 2002  | Dil Hai Tumhaara                       | M. Khanna                   |  |
| 2002  | Mere Yaar Ki Shaadi Hai                | Vishnu Sharma               |  |
| 2002  | Na Tum Jaano Na Hum                    | M. Malhotra                 |  |
| 2002  | Hum Tumhare Hain Sanam                 | Dev Nautanki                |  |
| 2002  | Aap Mujhe Achche Lagne Lage            | Père de Rohit               |  |
| 2002  | Ansh: The Deadly Part                  | Dina Nathji                 |  |
| 2002  | Tumko Na Bhool Paayenge                | Rahim                       |  |
| 2002  | Kaaboo                                 | Master (Père de Shankar)    |  |
| 2001  | Kabhi Khushi Kabhie Gham               | Bauji                       |  |
| 2001  | Mujhe Kucch Kehna Hai                  | Rana Birendra               |  |
| 2001  | Ek Rishtaa: The Bond of Love           | Jagmohan Thappar            |  |
| 2001  | Uljhan                                 | M. Mathur                   |  |
| 2001  | Hum Deewane Pyar Ke                    | Avinash Roy / Chatterjee    |  |
| 2000  | Khiladi 420                            | Shyam Prasad Bharadwaj      |  |
| 2000  | Aaghaaz                                | Ram Charan Shukla           |  |
| 2000  | Le Chal Apne Sang                      | Dhanraj                     |  |
| 1999  | Taal                                   | Tara Babu                   |  |
| 1999  | Pyar Koi Khel Nahin                    |                             |  |
| 1999  | Aa Ab Laut Chalen                      | Grand-père de Rohan         |  |
| 1999  | Hum Saath-Saath Hain : We Stand United | Ramkishen                   |  |
| 1998  | Kabhi Na Kabhi                         | Père de Rajeshwar           |  |
| 1998  | Vinashak - Destroyer                   | Commissaire                 |  |
| 1998  | Bada Din                               | Shankar Babu                |  |
| 1998  | Tirchhi Topiwale                       | Alok Lucknowi               |  |
| 1997  | Insaaf: The Final Justice              | Commissaire                 |  |
| 1997  | Dil Kitna Nadan Hai                    |                             |  |
| 1997  | Kaun Sachcha Kaun Jhootha              | Premier Ministre            |  |
| 1997  | Lahoo Ke Do Rang                       | Abu Baba                    |  |
| 1997  | Jeevan Yudh                            | Vasudev Rai                 |  |
| 1997  | Ghoonghat                              |                             |  |
| 1997  | Pardes                                 | Suraj Dev (Père de Ganga)   |  |
| 1996  | Zordar                                 | Sangha                      |  |
| 1996  | Jeet                                   | Professeur Sidhant Sharma   |  |
| 1996  | Maahir                                 | Amar Rai                    |  |
| 1996  | Papa Kehte Hain                        |                             |  |
| 1996  | Agni Sakshi                            | Père de Madhu               |  |
| 1996  | Vijeta                                 | Avocat Durga Prasad         |  |
| 1996  | Ek Tha Raja                            | Commissaire Paramjeet Singh |  |
| 1996  | Hahakaar                               | Sayed Ur Rehman             |  |
| 1996  | Rakshak                                | Commissaire                 |  |
| 1995  | Ram Shastra                            | Lawyer Srivastava           |  |
| 1995  | Hum Dono                               | Vikram Saigal               |  |
| 1995  | Hulchul                                | Om Gautam                   |  |
| 1995  | Sidhi                                  | Aditya Diwan                |  |
| 1995  | Gaddaar                                | Amar Nath (Père de Priya)   |  |
| 1995  | Hathkadi                               | Premier Ministre            |  |
| 1995  | Kartavya                               | Dr Neelkanth                |  |
| 1995  | Ravan Raaj: A True Story               | Commissaire                 |  |
| 1994  | Mr. Asaad                              | Havaldar Hari               |  |
| 1994  | Zaalim                                 | Juge Somnath                |  |
| 1994  | Gangster                               |                             |  |
| 1994  | Saajan Ka Ghar                         | M. Ram Khanna               |  |
| 1994  | Kanoon                                 | Juge Dharmadhikari          |  |
| 1994  | Laadla                                 | Père de Kaajal              |  |
| 1994  | Insaniyat                              | Hardayal                    |  |
| 1994  | Sangdil Sanam                          | Kailash Nath                |  |
| 1994  | Chauraha                               | Masterji                    |  |
| 1994  | Eena Meena Deeka                       | Kashi                       |  |
| 1994  | Hum Aapke Hain Kaun...!                | Kailashnath                 |  |
| 1994  | Zamane Se Kya Darna                    |                             |  |
| 1993  | Sainik                                 | Bihari Kaka                 |  |
| 1993  | Dil Hai Betaab                         | Père de Raja                |  |
| 1993  | Chor Aur Chaand                        | Dinkar Seth                 |  |
| 1993  | Tara                                   |                             |  |
| 1993  | Divya Shakti                           | Professeur                  |  |
| 1993  | Anth                                   | Satyaprakash Saxena         |  |
| 1993  | Antim Nyay                             |                             |  |
| 1993  | Game                                   | Inspecteur Patil            |  |
| 1993  | Zakhmo Ka Hisaab                       | Kailash Nath                |  |
| 1992  | Bol Radha Bol                          | Shanti Prasad               |  |
| 1992  | Deewana                                | M. Sharma                   |  |
| 1992  | Sahebzaade                             | Kishan                      |  |
| 1992  | Meera Ka Mohan                         |                             |  |
| 1992  | Vishwatma                              | Anurag Singh                |  |
| 1992  | Shola Aur Shabnam                      | Yashpal Thapa               |  |
| 1992  | Mehboob Mere Mehboob                   | M. T. Choudhry              |  |
| 1992  | Naseebwaala                            | Iqbal                       |  |
| 1992  | Police Aur Mujrim                      | Premier Ministre            |  |
| 1992  | Sapne Sajan Ke                         | Père de Deepak              |  |
| 1992  | Tirangaa                               | Premier Ministre            |  |
| 1991  | Ayee Milan Ki Raat                     |                             |  |
| 1991  | Vishu-Devaa                            | Baba                        |  |
| 1991  | Jamai Raja                             | Vishwanath                  |  |
| 1991  | Khel                                   | Anand                       |  |
| 1991  | Maut Ki Sazaa                          | Raja Jai Singh              |  |
| 1991  | Phool Bane Angaarey                    | Colonel Singh               |  |
| 1991  | Pyar Bhara Dil                         | Porash Sunderlal            |  |
| 1990  | CID                                    | Kumar                       |  |
| 1990  | Lekin                                  | Ustad Meraj Ali             |  |
| 1990  | Agneepath                              | Dinanath Chavan             |  |
| 1990  | Dushman (1990)                         | Père de Rakesh              |  |
| 1990  | Hatimtai                               |                             |  |
| 1990  | Pati Parmeshwar                        |                             |  |
| 1990  | Shadyantra                             |                             |  |
| 1989  | Anjaane Rishte                         | Ram Mohan                   |  |
| 1989  | Kasam Suhaag Ki                        |                             |  |
| 1989  | Joshilaay                              |                             |  |
| 1989  | Maine Pyar Kiya                        | Karan                       |  |
| 1989  | Suryaa: An Awakening                   | Veer Singh                  |  |
| 1988  | Agnee                                  | Pramod                      |  |
| 1988  | Dayavan                                | Karim Baba                  |  |
| 1988  | Kabzaa                                 | Ustad Ali Mohammed          |  |
| 1988  | Qayamat Se Qayamat Tak                 | Jaswant Singh               |  |
| 1988  | Hamara Khandaan                        | M. Miranda (Père de Ruby)   |  |
| 1988  | Trishagni                              |                             |  |
| 1987  | Kachchi Kali                           |                             |  |
| 1987  | Marte Dam Tak                          | Juge Rameshwar Dayal        |  |
| 1987  | Yeh Woh Manzil To Nahin                |                             |  |
| 1987  | Zevar                                  | Jagdish                     |  |
| 1985  | Faasle                                 | Frère de Shivraj            |  |
| 1985  | Apna Jahan                             | D'Souza                     |  |
| 1984  | Saaransh                               | Pandit                      |  |
| 1984  | Mashaal                                | Dinesh                      |  |
| 1984  | Aaj Ki Awaz                            |                             |  |
| 1982  | Gandhi                                 | Tyeb Mohammed               |  |

### Télévision
| Année | Série                     | Rôle               |
| ----- | ------------------------- | ------------------ |
| 1980  | Rishte-Naate              |                    |
| 1987  | Buniyaad                  | Master Haveli Ram  |
| 2003  | Piya Ka Ghar              | Bhavani Shankar    |
| 2003  | Astitva...Ek Prem Kahani  | Saurabh Mathur     |
| 2006  | Ghar Ek Sapnaa            | Amarnath           |
| 2007  | Sapna Babul Ka... Bidaai  | Prakashchand       |
| 2007  | Har Ghar Kuch Kehta Hai   | Père de Gyan       |
| 2007  | Woh Rehne Waali Mehlon Ki | Yashvardhan Mittal |